# Defence Force
Defence Force Football Club – klub piłkarski z Trynidadu i Tobago, z siedzibą w mieście Port-of-Spain, stolicy państwa.

## Osiągnięcia
- Mistrz Trynidadu i Tobago (20): 1972, 1973, 1974, 1975, 1976, 1977, 1978, 1980, 1981, 1984, 1985, 1987, 1989, 1990, 1992, 1993, 1995, 1996, 1997, 1999
- Puchar Trynidadu i Tobago (6): 1974, 1981, 1985, 1989, 1991, 1996
- Puchar Mistrzów CONCACAF: 1985

## Historia
Założony w roku 1974 klub Defence Force jest najbardziej utytułowanym klubem w Trynidadzie i Tobago, który 18 razy zdobył mistrzostwo kraju (raz odkąd w 1999 roku zaprowadzono ligę zawodową, dwa razy w czasach ligi półzawodowej między 1996 a 1998 rokiem oraz 15 razy w 22 sezonach ogólnokrajowej ligi amatorskiej od jej założenia w 1974 roku do roku 1995). Klub jest jedynym w kraju zwycięzcą Pucharu Mistrzów CONCACAF. W roku 2004 Defence Force uplasował się w lidze na 5. miejscu, a w roku 2005 – na 4. miejscu.
W skład klubu Defence Force wchodzą członkowie sił obronnych Trynidadu i Tobago – stąd też nazwa klubu. Na ogół członkami klubu są żołnierze i oficerowie armii oraz marynarze i oficerowie obrony wybrzeża (Coast Guard) Trynidadu i Tobago.

### Znani piłkarze w historii klubu
- Dennis Lawrence
- Carlos Edwards
- Jason Scotland
- Angus Eve